# Jordan Hulls
Jordan Andrew Hulls (Indiana, 16 de abril de 1990) es un baloncestista estadounidense que actualmente se encuentra sin equipo. Con 1,83 metros de estatura, juega en la posición de base .

## Trayectoria deportiva
Jugó cuatro temporadas con los Indiana Hoosiers y tras no ser elegido en el Draft de la NBA de 2013, comenzaría su trayectoria profesional en países modestos como Polonia, Kosovo y Bélgica.
En julio de 2016 fichó por el Eisbären Bremerhaven de la liga alenana, siendo su primera temporada en Alemania.
El 12 de octubre de 2020, firma por el MHP Riesen Ludwigsburg de la Basketball Bundesliga.